# Felix Großschartner
Felix Großschartner (Wels, 23 de dezembro de 1993) é um ciclista profissional austriaco que atualmente corre para a equipa Bora-Hansgrohe.

## Palmarés
- 2015
  - Troféu Banca Popular de Vicenza[1]
  - 1 etapa do Giro do Friuli Venezia Giulia

- 2018
  - 2.º no Campeonato da Áustria Contrarrelógio 
  - 2.º no Campeonato da Áustria em Estrada

- 2019
  - Volta à Turquia, mais 1 etapa

- 2020
  - 1 etapa da Volta a Burgos

- 2021
  - 1 etapa do Tour dos Alpes

## Resultados em Grandes Voltas e Campeonatos do Mundo
| Corrida            | Corrida            | 2012 | 2013 | 2014 | 2015 | 2016 | 2017 | 2018 | 2019 | 2020 | 2021 |
| ------------------ | ------------------ | ---- | ---- | ---- | ---- | ---- | ---- | ---- | ---- | ---- | ---- |
|                    | Giro d'Italia      | —    | —    | —    | —    | —    | 78.º | 27.º | —    | —    | 42.º |
|                    | Tour de France     | —    | —    | —    | —    | —    | —    | —    | —    | 63.º | —    |
|                    | Volta a Espanha    | —    | —    | —    | —    | —    | —    | —    | 36.º | 9.º  | 10.º |
| Mundial em Estrada | Mundial em Estrada | —    | —    | —    | —    | —    | —    | Ab.  | 30.º | —    | —    |

—: não participa

Ab.: abandono